# Am Ende der Nacht (1992)
Am Ende der Nacht ist ein Schweizer Film von Regisseur Christoph Schaub aus dem Jahr 1992.

## Handlung
Robert Tanner ist ein unscheinbarer höflicher Mann, Filialleiter eines Lebensmittelladens und Familienvater. In seinem Leben zeigen sich kleine Zeichen von grossem innerem Druck. In einer Sonntagnacht bringt Robert seine Frau und seinen Sohn um – merkwürdig ruhig begeht er den Mord. Am nächsten Tag macht er sich auf eine Reise. Anfänglich treibt ihn das Gefühl der Befreiung, bis er in eine verzweifelte Situation gerät.

## Kritiken
«Das Kino von Christoph Schaub sucht die Nähe zur Realität und nicht die Distanzierung von ihr. Es sucht gleichzeitig nicht ihr simples Abbild, vielmehr die atmosphärische Dichte. (…) Für Schaub steht klar das Klima im Vordergrund. Unterstützt von Ciro Cappellaris Kamera, zeichnet er in präzisen Strichen das Bild einer Kleinstadt, in der das Leben seinen eigenen Rhythmus hat, vieles leicht verzögert erscheint, erst im nachhinein bewusst wird. Schaub nähert sich der Enge im Eigenheim, der erloschenen Euphorie der Liebe, dem eingeschliffenen Lauf des Alltags. Die Stimmung wird stickig – und dann bricht Tanner aus, indem er Frau und Kind die letzte Luft zum Atmen nimmt, sie umbringt.»

«Extrem realistisch setzt sich Am Ende der Nacht mit Gewalt im familiären Alltag auseinander. Der Film ist dabei nicht selbst brutal. Er versucht, sensibel die Entwicklung eines lebensuntüchtigen Familienvaters zum Killer zu erzählen. Das leise Psychogramm eines Losers, der für fünf Minuten zum Monster wird, benutzt niemals die massive Gewalt selbst zu ihrer Erklärung. Das macht ihn eindringlich, aber auch wertfrei anachronistisch.»

«Am Ende der Nacht ist kein Film der schnellen oberflächlichen Erklärungen. Selbst wenn man sich gegen das Ende hin ein bisschen langweilt, stellt man Wochen später fest, dass einem Tanners Gefühlsage eigenartig bekannt vorkommt, dass man seinen Gesichtsausdruck den öden Gartensitzplatz seines Häuschens noch präzis im Kopf hat: ein Film mit Langzeitwirkung.»